# Brunner Weiher
Der Brunner Weiher ist ein Stillgewässer im Gebiet der baden-württembergischen Gemeinde Kißlegg im Landkreis Ravensburg in Deutschland.

## Lage
Der 6,4 Hektar große Brunner Weiher, beim Weiler Brunnen und rund fünfeinhalb Kilometer nordwestlich der Kißlegger Ortsmitte auf einer Höhe von 699,3 m ü. NHN gelegen, befindet sich in Privatbesitz und wird heute zur Angelfischerei genutzt.

## Hydrologie
Der erstmals 1735 erwähnte See entstand im späten Mittelalter durch Überstauung eines Niedermoorgebiets und hat heute ein Einzugsgebiet von rund 69 Hektar. Die Größe der Wasseroberfläche beträgt 6,4 Hektar, bei einer durchschnittlichen Tiefe von 1,7 Meter und einer maximalen Tiefe von 3,1 Meter ergibt sich ein Volumen von rund 109.000 Kubikmeter.
Der Hauptzulauf des Sees erfolgt durch mehrere Entwässerungsgräben, der Abfluss über einen Mönch zum Holzmühleweiher und von dort über die Immenrieder Ach sowie den Obersee zur Wolfegger Ach und Schussen in den Bodensee und damit zum Rhein und letztendlich in die Nordsee.

## Ökologie
Seit 2000 sind Kißlegg und Bad Wurzach (nur Einzugsgebiet) mit dem Brunner Weiher am Aktionsprogramm zur Sanierung oberschwäbischer Seen beteiligt. Ein wichtiges Ziel dieses Programms ist, Nährstoffeinträge in Bäche, Seen und Weiher zu verringern und die Gewässer dadurch in ihrem Zustand zu verbessern und zu erhalten.
Das Einzugsgebiet des Sees wird zu 60 Prozent für die Wald- und 40 Prozent für die Landwirtschaft – hauptsächlich Grünland – genutzt.
| Jahr                                     | 2000  | 2002  | 2008  | 2013  | 2017  | 2022  |
| Gesamt PO4-Phosphor (µg/l)               | 67,00 | 56,00 | 63,00 | 67,00 | 64,00 | 83,00 |
| Chlorophyll a (µg/l)                     | 27,00 | 7,70  | 16,00 | 23,00 | 16,00 |       |
| Chlorophyll a-Spitze (µg/l)              | 42,00 | 11,00 | 22,00 | 48,00 | 28,00 |       |
| anorganischer Gesamt-Stickstoff a (mg/l) |       | 0,74  | 0,32  | 0,58  | 0,95  |       |
| Sichttiefe (m)                           | 0,70  | 1,30  | 0,70  | 0,60  | 0,60  |       |
| Trophiestufe                             |       |       |       |       |       | p1    |

## Schutzgebiete
Der Brunner Weiher ist Teil des ihn umgebenden Naturschutzgebiets „Moore und Weiher um Brunnen“ (4.277) als auch des FFH-Gebiets „Feuchtgebiete bei Waldburg und Kißlegg“ (8224311).